# Aquaslash
Aquaslash é um filme de terror canadense de 2019 dirigido por Renaud Gauthier, que também coescreveu o filme com Philip Kalin. É estrelado por Nicolas Fontaine, Brittany Drisdelle, Madelline Harvey, Lanisa Dawn, Paul Zinno, Nick Walker e Chip Chuipka. O filme se passa em um parque aquático, onde um assassino tem como alvo um grupo de recém-formados do ensino médio que estão competindo por um prêmio em dinheiro para a equipe mais rápida a deslizar pelo toboágua do parque.

## Elenco
- Nicolas Fontaine como Josh
- Brittany Drisdelle como Priscilla
- Nick Walker como Paul
- Madelline Harvey como Alice
- Paul Zinno como Tommy
- Chip Chuipka como Conrad
- HoJo Rose como Michael Randall
- Ryan Ali como Slim
- Cameron Geller como Chad
- Lanisa Dawn como Kimberley
- Ivan D. Ossa como Big Phil
- Samantha Hodhod como Cindy
- Jeremy Lavigne como Brad
- Suzanna Lenir como Sra. Danforth
- Owen Bruemmer como Jimmy
- Xavier Sotelo como Advogado